# Colind de Crăciun (film din 1999)
Colind de Crăciun (în engleză A Christmas Carol) este film de televiziune din 1999 care a adaptat faimoasa nuvelă Colind de Crăciun scris de Charles Dickens. El a fost regizat de David Hugh Jones și i-a avut ca interpreți principali pe Patrick Stewart în rolul lui Ebenezer Scrooge și pe Richard E. Grant în rolul lui Bob Cratchit. Filmul a fost produs după ce Patrick Stewart realizase o serie de lecturi dramatice de succes ale nuvelei "Colind de Crăciun", pe scenele de pe Broadway și de la Londra.

## Subiect
În perioada victoriană, Ebenezer Scrooge (Patrick Stewart) este un om de afaceri avar, care urăște sezonul de Crăciun și refuză să-i dea liber celui mai bun angajat al său, Bob Cratchit. În ajunul Crăciunului, Scrooge este vizitat de fantoma fostului său prieten și partener de afaceri, Jacob Marley, care a venit din viața de apoi pentru a-l face să vadă greșelile din viața sa. Marley aranjează ca Scrooge să fie vizitat de trei fantome: Crăciunul Trecut, Crăciunul Prezent și Crăciunul Viitor, în speranța de a-l învăța pe Scrooge de importanța de a se bucura de această sărbătoare. Scrooge se schimbă, învățând să păstreze spiritul Crăciunului viu în inima sa, devenind în cele din urmă un om iubit și respectat.

## Comentariu
Aceasta a fost prima versiunea a poveștii care a făcut uz de efecte speciale digitale. Stewart a fost nominalizat la Premiul Screen Actors Guild pentru interpretarea sa.

## Distribuție
- Patrick Stewart - Ebenezer Scrooge
- Richard E. Grant - Bob Cratchit
- Joel Grey - Fantoma Crăciunului Trecut
- Ian McNeice - Albert Fezziwig
- Saskia Reeves - doamna Cratchit
- Desmond Barrit - Fantoma Crăciunului Prezent
- Bernard Lloyd - Jacob Marley
- Dominic West - Fred
- Trevor Peacock - Old Joe
- Liz Smith - doamna Dilber
- Elizabeth Spriggs - doamna Riggs
- Kenny Doughty - tânărul Ebenezer Scrooge
- Laura Fraser - Belle
- Celia Imrie - doamna Bennett
- Claire Slater - Martha Cratchit
- Tim Potter - Fantoma Crăciunului Viitor